# Saint-Aignan, Gironde
 Saint-Aignan  là một xã của tỉnh Gironde, thuộc vùng Nouvelle-Aquitaine, tây nam nước Pháp.